# Ljus sorgvipa
Ljus sorgvipa (Vanellus melanopterus) är en afrikansk fågel i familjen pipare inom ordningen vadarfåglar. Den påträffas oftast i höglänta områden. Arten minskar i antal, men beståndet anses ändå vara livskraftigt.

## Utseende och läten

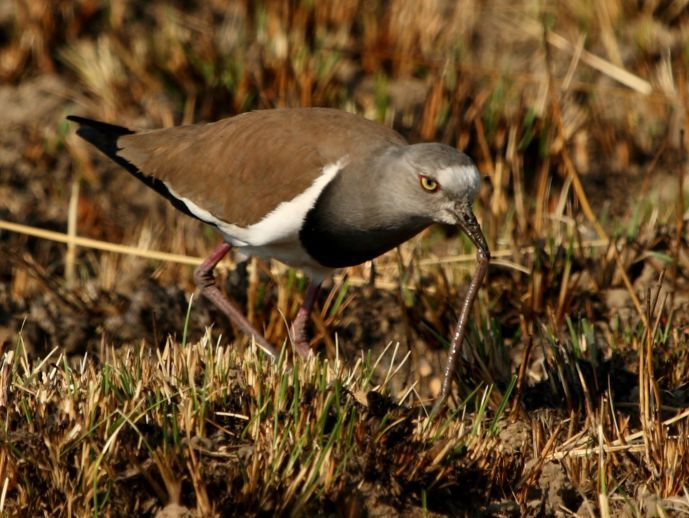
På nära håll syns den artkarakteristiska röda ögonringen.

Ljus sorgvipa är en rätt liten (26–27 cm), gråhuvad vipa. Den är mycket lik mörk sorgvipa (Vanellus lugubris), men är kraftigare och mer kortbent, men detta är svårt att se på långt håll. På närmare håll syns något mer vitt i pannan och bredare svart bröstband, men den främsta artkaraktären är den röda ögonringen. I flykten syns också ett diagonalt vitt band över täckarna (som mörk sorgvipa saknar) och svart bakkant på armpennorna, inte vit. Lätet är också annorlunda, ett hårt "ki-ki-ki-ki-krrrrrri" som skiljer sig markant från mörka sorgvipans behagliga, flöjtande vissling.

## Utbredning och systematik
Ljus sorgvipa delas in i två underarter med följande utbredning:
- Vanellus melanopterus melanopterus – förekommer från sydligaste Sudan, Etiopien och Eritrea och från sydvästra Kenya till centrala Tanzania
- Vanellus melanopterus minor – förekommer i östra och södra Sydafrika (Limpopo söderut till västra KwaZulu-Natal, Fristatsprovinsen, Östra Kapprovinsen och östra Västra Kapprovinsen; övervintrar på kustslätter norrut till södra Moçambique.

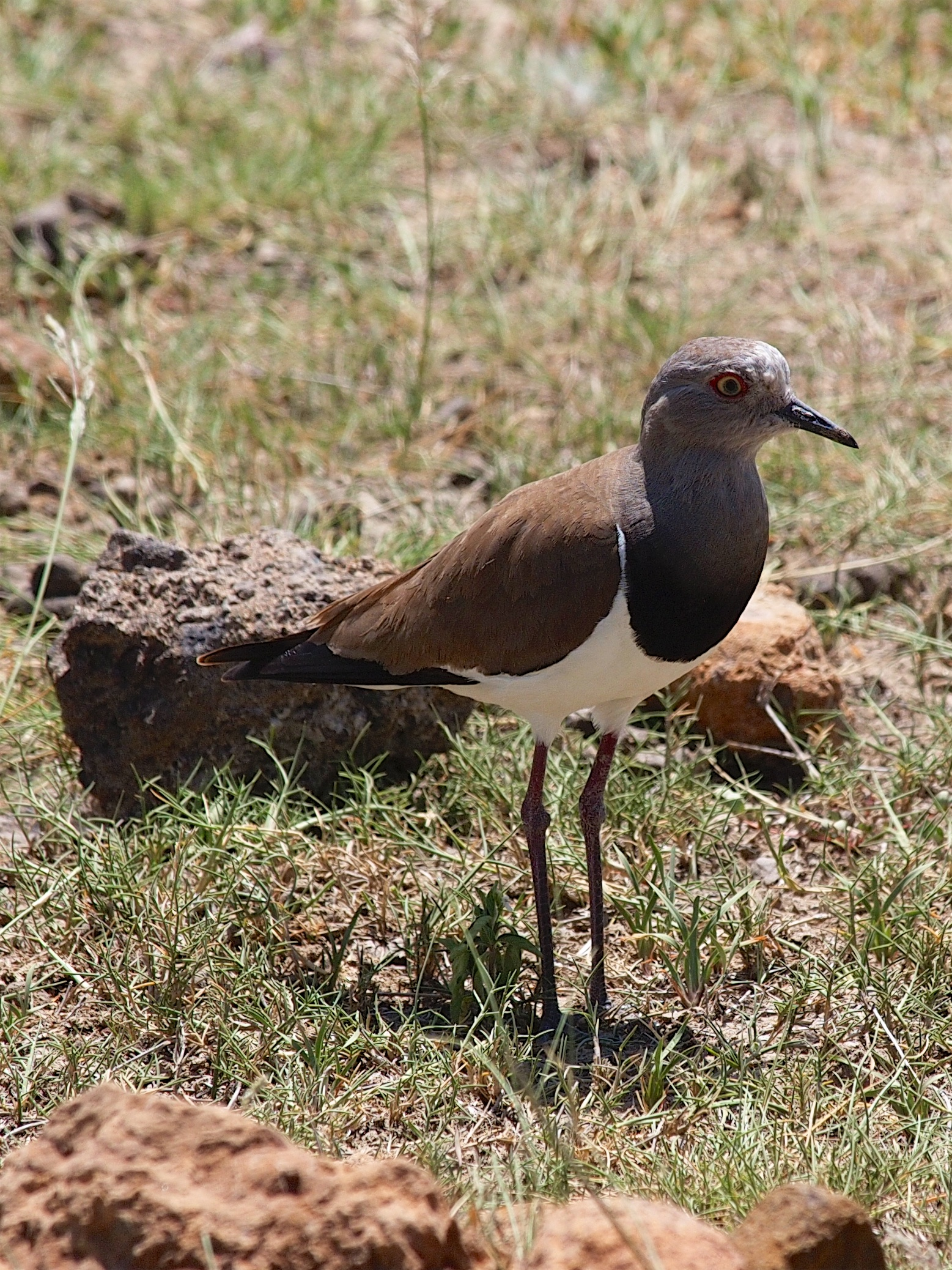
Ljus sorgvipa i Ngorongoro.

## Levnadssätt
Ljus sorgvipa hittas ofta i höglänta gräsmarker samt på bergssluttningar och öppna slätter. Födan består av mollusker, maskar, insekter och deras larver som skalbaggar och flugor, ibland även fisk. Den häckar mellan mars och juli i Etiopien, året runt i Kenya och Tanzania beroende på nederbörd.

## Status
Arten har ett stort utbredningsområde och internationella naturvårdsunionen IUCN kategoriserar arten som livskraftig. Beståndsutvecklingen är dock oklar.

## Namn
Fågelns vetenskapliga artnamn melanopterus betyder "svartvingad", av grekiska melanopteron (melas "svart"; pteron "vinge"). På svenska har arten även kallats just svartvingad vipa.